# Smith Thompson

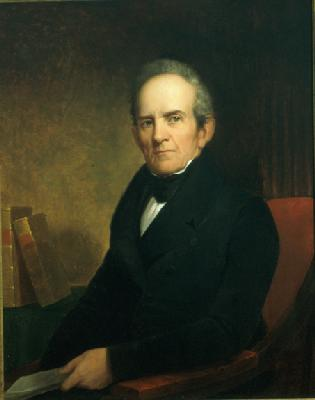
Smith Thompson

Smith Thompson (* 17. Januar 1768 in New York City; † 18. Dezember 1843) war ein US-amerikanischer Politiker, Jurist und Richter am US Supreme Court.

## Leben
Thompson studierte an der Princeton University und übernahm danach für kurze Zeit eine Lehrstelle. Anschließend machte er seinen Abschluss in Rechtswissenschaften und praktizierte als Anwalt.
Als Mitglied der Demokratisch-Republikanischen Partei erhielt er einen Sitz im Unterhaus des Staates New York (New York State Assembly). Kurz darauf wurde er als Richter an den New York Supreme Court berufen, wo er 16 Jahre – davon vier als Vorsitzender – tätig war.
Sein Ehrgeiz war jedoch auf politische Ämter gerichtet. So war er vom 1. Januar 1819 bis zum 30. August 1823 Secretary of the Navy unter Präsident James Monroe. Bei den Präsidentschaftswahlen im Jahr 1824 wollte er als Kandidat seiner Partei antreten, konnte sich jedoch nicht gegen Andrew Jackson durchsetzen.
Eine Nominierung als Richter am Supreme Court nahm er, wenn auch widerstrebend, an. Vom 1. September 1823 bis zu seinem Tod war er ein Associate Justice. Seine politischen Ambitionen gab er jedoch nicht auf und unternahm den ungewöhnlichen Schritt, sich als Richter für ein Amt in der Politik zu bewerben. Seine Kandidatur als Gouverneur von New York im Jahr 1828 war jedoch erfolglos, weswegen er sich nahezu völlig aus dem politischen Leben zurückzog. Innerhalb des Gerichts war er ein standhafter Gegner des vorsitzenden Richters John Marshall.
Die USS Smith Thompson (DD-212) wurde nach ihm benannt.